# Ivanovka (distriktshuvudort)
Ivanovka (ryska: Ивановка) är en distriktshuvudort i Kirgizistan.   Den ligger i distriktet Ysyk-Atinskij Rajon och oblastet Tjüj Oblusu, i den norra delen av landet, 40 km öster om huvudstaden Bisjkek. Ivanovka ligger 745 meter över havet och antalet invånare är 16 052.
Terrängen runt Ivanovka är platt. Runt Ivanovka är det ganska tätbefolkat, med 78 invånare per kvadratkilometer. Närmaste större samhälle är Tokmak, 18,3 km öster om Ivanovka. Trakten runt Ivanovka består i huvudsak av gräsmarker.